# 乌云典当记
《乌云典当记》是万能青年旅店的第二张EP专辑，只包含一首歌。

## 介绍
该歌作为智利政治电影《NO》在台湾上映的中文主题曲，这张单曲唱片仅在台湾地区发行，未来亦无再版计划。

## 曲目
| 曲序 | 曲目       |      | 作曲   |
| ---- | ---------- | ---- | ------ |
| 1.   | 乌云典当记 | 姬赓 | 董亚千 |